# مونيك أدولف
مونيك أدولف (بالفرنسية: Monique Adolphe)‏ هي صيدلانية وأحيائية فرنسية، ولدت في 23 مارس 1932 في باريس في فرنسا.